# Remiencourt
Remiencourt (picardisch: Émiencourt) ist eine nordfranzösische Gemeinde mit 172 Einwohnern (Stand 1. Januar 2022) im Département Somme in der Region Hauts-de-France. Die Gemeinde liegt im Arrondissement Amiens, ist Mitglied des Gemeindeverbands Amiens Métropole und gehört zum Kanton Ailly-sur-Noye. Die Bewohner werden Remiencourtois und Remiencourtoises genannt.

## Geographie
Die von der Bahnstrecke Paris–Lille durchzogene Gemeinde liegt größtenteils am rechten (östlichen) Ufer der Noye gegenüber von Guyencourt-sur-Noye rund 14 Kilometer südsüdöstlich von Amiens.
Umgeben wird Remiencourt von den sechs Nachbargemeinden:
| Cottenchy                            | Dommartin                                   |         |
| Estrées-sur-Noye Guyencourt-sur-Noye | Kompassrose, die auf Nachbargemeinden zeigt | Rouvrel |
|                                      | Ailly-sur-Noye                              |         |

## Geschichte
Die Gemeinde erhielt als Auszeichnung das Croix de guerre 1914–1918.

## Einwohner
| 1962 | 1968 | 1975 | 1982 | 1990 | 1999 | 2006 | 2013 | 2020 |
| ---- | ---- | ---- | ---- | ---- | ---- | ---- | ---- | ---- |
| 147  | 151  | 156  | 159  | 153  | 170  | 178  | 182  | 170  |

## Verwaltung
Bürgermeister (maire) ist seit 2020 Pascal Tonnelier.

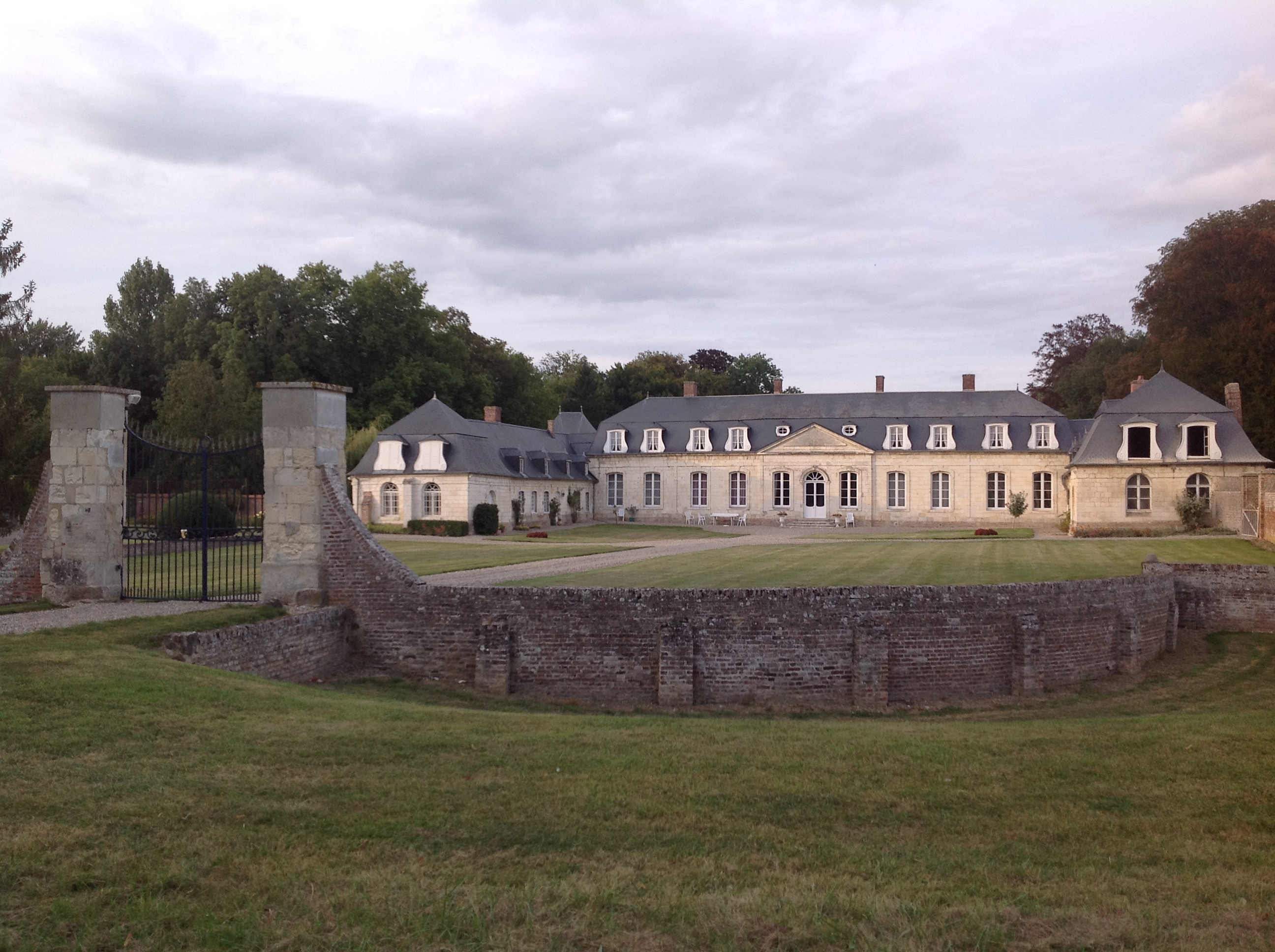
Château de Boufflers

## Sehenswürdigkeiten
- Das im 18. Jahrhundert errichtetes Schloss (Château de Boufflers) ist seit 2020 als Monument historique eingeschrieben (Base Mérimée PA00116228)
- Kirche Notre-Dame-de-la-Nativité
- Kapelle Saint-Charles